# Edward Robarts
Pour les articles homonymes, voir Robarts.
Edward Robarts (Barmouth, 1770 ? - Calcutta, 1832 ?), souvent orthographié « Roberts », est un marin gallois, matelot sur un transport négrier puis sur un baleinier, qui déserte lors d'un séjour aux iles Marquises à la fin du XVIIIe siècle. Il est connu pour avoir été parmi les premiers beachcombers à s'intégrer aux populations locales. Il laisse un journal qui est un témoignage sur la société marquisienne au moment de sa confrontation avec les premiers navigateurs européens.

## Biographie
Les informations biographiques concernant Edward Robarts proviennent essentiellement d'une lettre en forme de curriculum vitae qu'il écrit à Calcutta le 11 décembre 1811 et du journal de son séjour aux iles Marquises, écrit à la même période. 
Dans son mémoire sur le parler marquisien paru en 1824, il indique avoir 53 ans, ce qui permet de fixer sa date de naissance vers 1770.

### Marin
Jeune marin, il navigue sur des navires participant au commerce triangulaire entre l'Afrique, la Jamaïque et Saint Domingue. Il navigue aussi vers Rio de Janeiro et Saint Petersburg.      
Depuis Londres, il s'embarque en novembre 1797 sur un baleinier, le New Euphratesas, comme cuisinier. Il ne reverra plus l'Angleterre. Il parcourt l'Atlantique et la côte Ouest de l'Amérique du Sud pendant près d'un an, sans grand succès.    

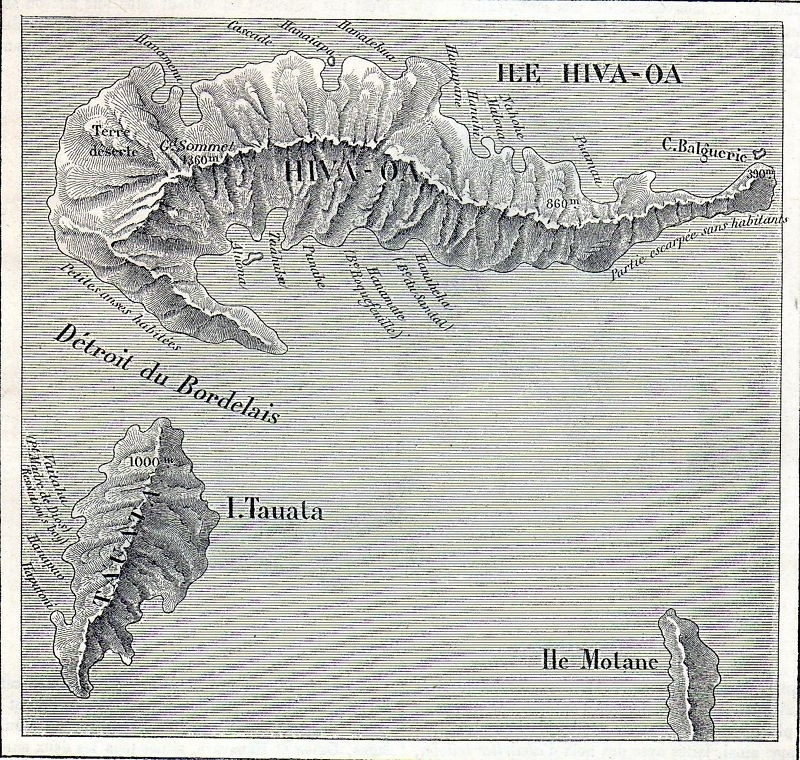
Carte de Hiva Oa, Motane, Tauata (1875).

### Déserteur aux iles Marquises
Le journal d'Edward Robarts est à mettre en regard avec les textes de Joseph Kabris. La version des faits de Robarts concernant son arrivée est un peu différente puisqu'il se dit, non pas naufragé avec Kabris, mais déserteur en décembre 1798 (il a environ 27 ans) d'un baleinier anglais, le New Euphrates, venu réparer les avaries d'une tempête aux Marquises. Il déserte pour, dit-il, ne pas participer à une mutinerie.   
Il se réfugie pendant cinq ans dans l'ile de Tahuata. Adopté par les indigènes, il se marie avec Hina‘oteata, une sœur du grand-chef Hakaìki Kiatonu, et s'installe à Hiva Oa puis à Nuku Hiva, restant dans l'archipel jusqu'en 1806.   
Avec le Français Joseph Kabris qui réside aussi à Nuku Hiva, il sert  de pilote et d’interprète à l'expédition conduite par les capitaines russes Johann Adam von Krusenstern et Lisiansky de passage aux Marquises en 1804. L'Anglais et le Français, s'ils sont tout dévoués à leurs visiteurs, ne s'entendent pas. Leur inimitié est mentionnée et commentée dans les journaux de voyage du capitaine Krusenstern et de son naturaliste Langsdorff.  
Robarts quitte les Marquises déchirées par les guerres intestines, embarquant en février 1806 en direction de Botany Bay sur la Lucy du capitaine Alexander Ferguson, accompagné de toute sa famille.  

### Aventures dans le Pacifique
Robarts et sa famille adoptent ensuite une vie itinérante, débarquant à Tahiti — où il séjourne une année comme distillateur d’alcool à la pointe Vénus —, en Malaisie comme majordome, en Nouvelle-Zélande, aux iles Fidji, à Penang, avant de s'installer à Calcutta en 1810.
À Penang il est en contact avec Thomas Stamford Raffles. À Calcutta il travaille pour John Leyden. Mais il ne garde pas d'emploi stable. Faute de pouvoir se faire attribuer un terrain en Nouvelle Galles du Sud, il survit difficilement. Il perd ses deux épouses et six de ses sept enfants. Il fait toutes sortes de métiers, salant le porc, distillant l'alcool, vendant du sable… 
On ne sait presque rien de sa vie ultérieure. Son nom apparait dans l'East India Register comme agent de police (constable) de 1822 à 1831.
Il meurt aux alentours de 1832, sans doute à Calcutta. Une seule fille, nommée Ellen, lui survit.

## Témoignage sur la société des Iles Marquises

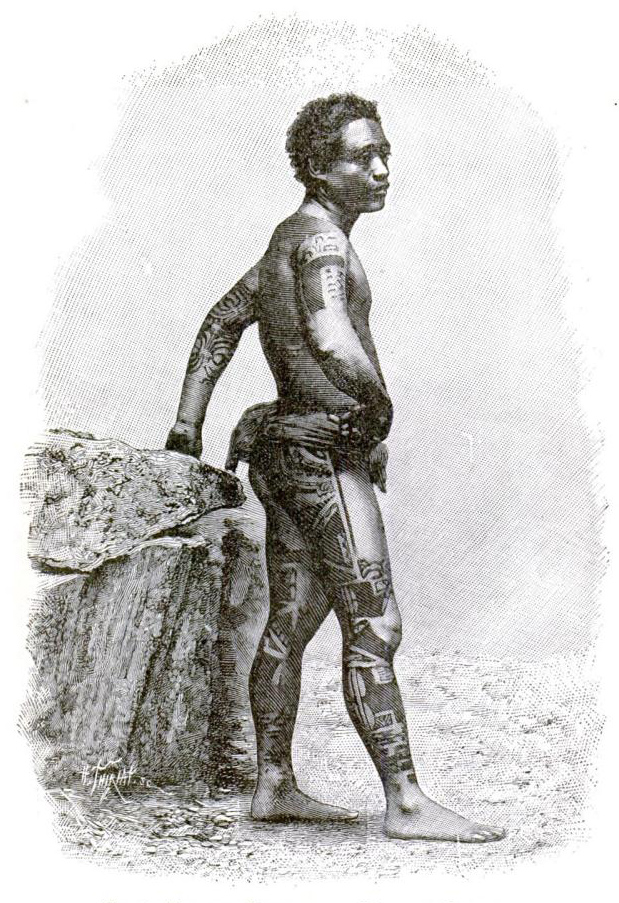
Habitant tatoué des îles Marquises.

Son journal est un témoignage de sa perception de la vie quotidienne aux îles Marquises, des fêtes, des tatouages, des guerres et des famines. 
Le père Patrick O'Reilly, secrétaire général de la Société des océanistes, commente les deux récits de Robarts et Kabris, y voyant les premiers regards ethnologiques portés sur cet archipel. Les deux Européens sont des auxiliaires indispensables au capitaine Johann Adam von Krusenstern lors de son passage aux Marquises, grâce à leur connaissance de la langue et des coutumes locales. Ils sont les premiers à révéler les mœurs anthropophages des habitants, que n'avaient pas relevées le capitaine Cook, son naturaliste Foster lors du deuxième voyage de l'expédition (1774), ni le capitaine Marchand en 1791. Le capitaine Krusenstern note : « Les deux Européens que nous avons trouvés à Noukahiva, et qui avaient vécu plusieurs années dans cette île, se sont accordés à dire que les habitants sont dépravés, barbares, et, sans excepter même les femmes, cannibales dans toute l'étendue du terme ». Il prend soin de la vérifier en examinant les crânes fracassés de leurs victimes. C'est aussi sur leurs indications que le capitaine Krusenstern évalue, en 1804, à 16 000 individus la population de  Nuku-Hiva.

### Œuvres d'Edward Robarts
- Lettre de Edward Robarts à James Hare, Calcutta, 11 décembre 1811, in Clément Adrien Vincendon-Dumoulin, César L. Desgraz, Iles Marquises ou Nouka-Hiva, Paris, Arthus Bertrand, 1843, 362 p. (lire en ligne), p. 356
- Le journal manuscrit d'Edward Roberts est accessible en microfilms sur le site de la bibliothèque nationale d’Australie ici. Il est dépourvu d'illustrations.
- (en) Edward Robarts (préf. Greg Dening), The Marquesan Journal of Edward Robarts 1797- 1824, Canberra, Australian National University Press, 1974, 361 p. (lire en ligne). Le journal a été traduit par Jacques Iakopo Pelleau, éditions Haere Pō de Tahiti (2018).

### Ouvrages et articles concernant Edward Robarts
- Adam Johann von Krusenstern, Voyage autour du monde fait dans les années 1803, 1804, 1805 et 1806 par les ordres de sa majesté impériale Alexandre Ier, empereur de Russie, sur les vaisseaux « la Nadiejeda » et « la Neva », commandés par M. de Krusenstern. Tome 1, Gide fils, 1821 (lire en ligne), p. 162, 172, 184, 215, 223-226, 240-242
- (en) Georg Heinrich von Langsdorff, Voyages and travels in various parts of the world, during the years 1803, 1804, 1805, 1806, and 1807, London, 1813, chapter IV
- (en) Frederic Shoberl, South Sea Islands : being a description of the manners, customs, character, religion, and state of society among the various tribes scattered over The Great Ocean, called the Pacific or the South Sea, London, R. Ackermann, 1824, 724 p. (lire en ligne), p. 282
- Patrick O'Reilly, « Robarts (Edward) : Marquesan Journal, 1797-1824, ed. by Gregory M. Dening », Outre-Mers. Revue d'histoire, vol. 61, no 223,‎ 1974, p. 348–348 (lire en ligne, consulté le 22 juillet 2020)
- (en) Véronique LARCADE, « Lost Soldiers of European Wars in Marquesas (French   Polynesia) from Napoleon to Bismarck Times », Fourth European Congress on World and Global History,‎ 2013 (lire en ligne)
- Marie-Noëlle Ottino-Garanger, « Tatouage et conception du corps aux Marquises, Polynésie française », Journal français de psychiatrie,‎ 2006/1 (n° 24), p. 13-16 (lire en ligne)